# Стари Храдок
Стари Храдок (слч. Starý Hrádok) насељено је мјесто са административним статусом сеоске општине (слч. obec) у округу Љевице, у Њитранском крају, Словачка Република.

## Становништво
| Година:    | 1994. | 2004.   | 2014.   | 2024.    |
| ---------- | ----- | ------- | ------- | -------- |
| Број људи: | 183   | 174     | 187     | 233      |
| Разлика:   |       | -4,91 % | +7,47 % | +24,59 % |

| Година:    | 2023. | 2024.   |
| ---------- | ----- | ------- |
| Број људи: | 225   | 233     |
| Разлика:   |       | +3,55 % |

Према подацима о броју становника из 2011. године насеље је имало 192 становника.